# Селу
Селу́ (фр. Celoux, окс. Celós) — коммуна во Франции, находится в регионе Овернь. Департамент — Канталь. Входит в состав кантона Рюин-ан-Маржерид. Округ коммуны — Сен-Флур.
Код INSEE коммуны — 15032.
Коммуна расположена приблизительно в 420 км к югу от Парижа, в 75 км южнее Клермон-Феррана, в 70 км к востоку от Орийака.

## Население
Население коммуны на 2008 год составляло 80 человек.
| 1962 | 1968 | 1975 | 1982 | 1990 | 1999 | 2008 |
| ---- | ---- | ---- | ---- | ---- | ---- | ---- |
| 157  | 153  | 136  | 110  | 103  | 89   | 80   |

## Экономика
В 2007 году среди 51 человека в трудоспособном возрасте (15—64 лет) 37 были экономически активными, 14 — неактивными (показатель активности — 72,5 %, в 1999 году было 63,5 %). Из 37 активных работали 35 человек (17 мужчин и 18 женщин), безработными были 2 мужчин. Среди 14 неактивных 4 человека были учениками или студентами, 9 — пенсионерами, 1 был неактивным по другим причинам.